# (272) Antonia
(272) Antonia és un asteroide pertanyent al cinturó d'asteroides descobert el 4 de febrer de 1888 per Auguste Honoré Charlois des de l'observatori de Niça, França.
Es desconeix la raó del nom.